# Purgarony
Purgarony o Puiggrony és una masia de Sant Pere de Torelló (Osona) protegida com a Bé Cultural d'Interès Local.

## Descripció
Edifici civil. Masia que consta de dos cossos rectangulars, un dels quals és cobert a dues vessants, amb el carener a la façana, orientada a llevant amb la llinda rectangular, al damunt hi ha un balcó.
A la part esquerre i formant angle recte amb la masia s'hi adossa una cabana coberta a una sola vessant. A migdia els murs són de totxo, ja que recentment s'ha hagut de refer la paret perquè amenaçava runa. A ponent hi ha una finestra decorada i datada. En aquest sector hi ha un balcó al primer pis i diverses dependències agrícoles.
Malgrat els afegitons, és construïda gairebé tota de pedra. L'estat de conservació és regular.

## Història
Segons F. Solà, aquest mas fou alodial de Sant Pere de Torelló, fet que vindria a demostrar la seva antiguitat malgrat no estar al fogatge de 1553.
Fou reformat al segle xviii i XIX. La darrera reforma la feu Pere Puiggay segons indica la llinda, datada al 1806.
-Llinda portal llevant: PERA PUIGGAY 1806.
-Finestra: ES MA 1734